# Chileense spotlijster
De Chileense spotlijster (Mimus thenca)  is een zangvogel uit de familie spotlijsters (Mimidae).

## Evolutietheorie van Darwin
Tijdens het tweede bezoek van Charles Darwin aan de Galapagoseilanden van september tot oktober 1935, viel het de bioloog op dat de Chileense spotlijsters op elk eiland verschillend waren, en erg leken op de spotlijsters op het vasteland. Toen hij dit bijna een jaar later in zijn reisverslag verwerkte, speculeerde hij dat dit, samen met wat hij van lokale vissers had gehoord over de Galapagosreuzenschildpad, in tegenspraak was met onveranderlijkheid van soorten in de natuur. Deze observatie lag aan de basis van zijn evolutietheorie.

## Verspreiding
Deze soort komt algemeen voor in droge gebieden van Chili en Argentinië.